# Imin
Imin je funkcionalna skupina ali kemijska spojina, ki vsebuje dvojno vez med ogljikom in dušikom. Na dušikov atom je lahko vezan vodik (H) ali katera organska skupina (R). Če ta skupina ni vodikov atom, se spojini včasih reče tudi Schiffova baza. Ogljikov atom ima poleg dvojne z dušikom še dve drugi enojni vezi. Izraz "imin" je leta 1883 skoval nemški kemik Albert Ladenburg.

## Nomenklatura in klasifikacija
Običajno se termin imin nanaša na spojine tipa R2C=NR, kot je obravnavano v nadaljevanju. V starejši literaturi pa se termin imin nanaša na aza analoge epoksida (oksirana). Etilenimin je torej tričlenski obroč tipa C2H4NH.
Imini so sorodni ketonom in aldehidom glede zamenjave kisika s skupino NR. Če je R vodikov atom, je spojina primarni imin. Če je R ogljikovodik, je spojina sekundarni imin. Imini izkazujejo raznoliko reaktivnost in se v kemiji pogosto srečajo. Če je R3 hidroksilna skupina, se imin imenuje oksim. Če je R3 amino skupina, se imin imenuje hidrazon.

Primarni imin, katerega C-atom je vezan na ogljikovodik in H-atom, se imenuje primarni aldimin; sekundarni imin s tako skupino se imenuje sekundarni aldimine. Primarni imin, katerega C-atom je vezan na dva ogljikovodika, se imenuje primarni ketimin; sekundarni imin s tako skupino se imenuje sekundarni ketimin.
- Primarni aldimin
- Sekundarni aldimin
- Primarni ketimin
- Sekundarni ketimin
- Aziridin in njegovi derivati, ki se včasih imenujejo kot imines.

En način poimenovanja aldiminov je, da se imenu alkilne verige doda "-imin", na primer etanimin. Glejte članek o aldiminih za konvencije o drugih poimenovanjih. Nadalje se lahko imin imenuje tudi kot derivat karbonila z dodatkom besede "imin" imenu karbonilne spojine, katere okso skupina se zamenja z imino skupino, na primer sidnon imin in aceton imin (intermediat pri sintezi acetonazina).
N-sulfinil imini so posebna skupina iminov, ki imajo na dušikov atom vezano sulfinilno skupino (S=O).

## Biološka vloga
Imini so v naravi pogosti. Vitamin B6 na primer spodbuja deaminiranje aminokislin preko oblikovanja iminov,